# Begonia antongilensis
Espèce
Synonymes
- Begonia antongilensis var. antongilensis[1]

Begonia antongilensis est une espèce de plantes de la famille des Begoniaceae.
L'espèce fait partie de la section Erminea.
Elle a été décrite en 1972 par Henri Jean Humbert (1887-1967).

## Répartition géographique
Cette espèce est originaire du pays suivant : Madagascar.

## Liste des variétés
Selon Tropicos (5 février 2017) (Attention liste brute contenant possiblement des synonymes) :
- variété Begonia antongilensis var. antongilensis
- variété Begonia antongilensis var. cuneata Humbert ex Keraudren & Bosser.